# Pour une bonne Lettonie
Pour une bonne Lettonie (letton : Par Labu Latviju!, également connue comme (AŠ)²) est une coalition électorale de droite en Lettonie, créée le 22 avril 2010 par le Parti populaire et le Premier Parti de Lettonie/Voie lettonne, le mouvement d'hommes d'affaires Pour une bonne Lettonie et d'autres partis mineurs,. Les initiales (AŠ)² font référence à celles des deux leaders (Andris Šķēle) et LPP/LC (Ainārs Šlesers). Cette coalition n'a obtenu que 8 députés (sur 100) lors des législatives de 2010.